# Somewhere Else (Marillion-Album)
Somewhere Else (englisch für „Irgendwo anders“) ist das 14. Studioalbum der britischen Progressive-Rock-Band Marillion. Es wurde im April 2007 veröffentlicht.

## Hintergrund
Im Gegensatz zu den beiden Vorgängeralben Marbles und Anoraknophobia wurde bei Somewhere Else auf eine Finanzierungkampagne durch die Fans verzichtet. Das Album erschien nur als „normale“ CD, was bei vielen Fans Unmut auslöste, weil sie etwas Besonderes erwarteten – Bonus-Tracks auf ihrer Pre-Order-CD oder ihre Namen im Booklet einer Deluxe-Ausgabe. Marillion reagierte darauf mittels einer DVD mit 3 Somewhere-Else-Livetracks, aufgenommen beim Marillion Weekend 2007, die allen Vorbestellern zusammen mit der CD zugeschickt wurde. Als Produzent wurde für dieses Album Michael Hunter verpflichtet.

## Titelliste
1. The Other Half – 4:23
2. See It Like a Baby – 4:32
3. Thankyou Whoever You Are – 4:51
4. Most Toys – 2:48
5. Somewhere Else – 7:51
6. A Voice from the Past – 6:22
7. No Such Thing – 3:58
8. The Wound – 7:18
9. The Last Century for Man – 5:52
10. Faith – 4:12

## Singleauskopplungen
Als erste Single wurde im März 2007 See It Like a Baby ohne B-Seite zur Promotion an Radiostationen verschickt, dann auch als Download veröffentlicht. Damit wurde der 45. Platz der UK-Single-Charts erreicht. Die zweite Single Thank You Whoever You Are, im Juni 2007 mit den B-Seiten Most Toys/ Circular Ride/ Wound/ Say the Word erschienen, erreichte Platz 15 der UK-Charts.

## Kritiken
Die Rezensenten kritisierten das Album positiv aber nicht überragend. Häufig wurde ein Vergleich mit Marbles gezogen, den Somewhere Else meist verlor.

„Die gute Nachricht: Es erwarten den geneigten Fan keine halbgaren Experimente und auch keine orientierungslosen Selbstfindungsprozesse wie auf ‚Radiation‘ und ‚marillion.com‘. ‚Somewhere Else‘ schließt sich lückenlos an den hervorragenden Vorgänger ‚Marbles‘ an, mit dem Marillion wieder zu sich selbst und ihrem unverwechselbaren Sound gefunden haben. Dabei ist das neue Album keineswegs eine Resteverwertung aus Marbles-Sessions, sondern überzeugt vielmehr durch die Art von Songs, die mit dieser Intensität und fesselnden Atmosphäre, wie sie auf ‚Brave‘ und ‚Afraid of Sunlight‘ zu finden ist, nur von Marillion geschrieben werden können.“

„‚Somewhere Else‘ ist ein angenehm erdiger Trip, frei von Bombast-Quark und Electro-Schnickschnack. Kein Dream Theater meets Tangerine Dream, sondern handgemachter Light-Prog mit psychedelischen Ansätzen, aus dem sich die Melodien auch nur langsam herausschälen, aber ohne Langeweile aufzubauen. Wie soll das auch passieren bei knackigen Stücken wie ‚The wound‘, die in sieben Minuten alles sagen, was andere mühsam auf 20 Minuten auswalzen.“

„...die Fußabdrücke, die ‚Marbles‘ vor drei Jahren hinterließ, sind praktisch kilometerbreit. Übersongs wie ‚Neverland‘, ‚The Invisible Man‘ und allem voran ‚Ocean Cloud‘ als vielleicht genialster Longtrack der Bandgeschichte werfen einen übergroßen Schatten der Erwartung auf das neue Album der britischen Edel-Soundtüftler. Einen Schatten der Erwartung, den man lieber ganz schnell über Bord wirft, wenn man es mit ‚Somewhere Else‘ nicht zu schwer haben möchte.“

„…für mich ist SOMEWHERE ELSE eine gelungene Mischung aus RADIATION und MARBLES, kann mit zweitgenanntem jedoch nicht ganz mithalten.“

„2007 sind Marillion eine perfekt funktionierende Maschine hervorragender Instrumentalisten die zu allem in der Lage scheinen außer einem schlechten Song. Und vielleicht einer großen Überraschung.“

## Wiederveröffentlichung als LP
Im Juli 2011 wurde Somewhere Else als Doppel-180g Vinyl-Pressung mit 3 Bonus-Tracks vom Label Madfish erneut veröffentlicht.
Seite 1:
1. The Other Half
2. See It Like a Baby
3. Somewhere Else

Seite 2:
1. Thankyou Whoever You Are
2. Most Toys
3. The Last Century for Man
4. Faith

Seite 3:
1. A Voice from the Past
2. No Such Thing
3. The Wound

Seite 4:
1. The Other Half (Live)
2. Somewhere Else (Live)
3. A Voice from the Past (Live)